# Rogas flavus
Rogas flavus är en stekelart som först beskrevs av Baker 1917.  Rogas flavus ingår i släktet Rogas och familjen bracksteklar. Utöver nominatformen finns också underarten R. f. banahaoensis.